# Équipe cycliste Solo
Solo-Superia est une équipe cycliste professionnelle belge. Créée en 1961 sous le nom de Solo-Van Steenbergen, elle devient Solo-Terrot en 1963, puis Solo-Superia en 1964. Elle disparaît à l'issue de la saison 1966.

## Histoire de l'équipe
L'équipe Solo-Van Steenbergen est créée en 1961. Elle change de nom pour Solo-Terrot en 1963. En 1964, elle devient Solo-Superia, puis disparaît à l'issue de la saison 1966.

## Effectifs

### 1966
| Effectif 1966        | Effectif 1966     | Effectif 1966 | Effectif 1966                            |
| Cycliste             | Date de naissance | Pays          | Équipe précédente                        |
| -------------------- | ----------------- | ------------- | ---------------------------------------- |
| Roger Baguet         | 10 septembre 1939 | Belgique      |                                          |
| Omer Ballegeer       | 21 septembre 1947 | Belgique      |                                          |
| Émile Daems          | 4 avril 1938      | Belgique      | Ignis (1965)                             |
| Noël De Pauw         | 25 juillet 1942   | Belgique      |                                          |
| Julien De Pré        | 11 juin 1937      | Belgique      |                                          |
| Eddy De Sitter       | 16 juin 1945      | Belgique      |                                          |
| Henri De Wolf        | 17 août 1936      | Belgique      | Gitane-Leroux-Dunlop-R. Geminiani (1962) |
| André Delaere        | 26 novembre 1943  | Belgique      |                                          |
| Georges Delvael      | 31 janvier 1944   | Belgique      |                                          |
| Willy Derboven       | 19 septembre 1939 | Belgique      | G.B.C.-Libertas (1963)                   |
| Armand Desmet        | 23 janvier 1931   | Belgique      | Flandria-Faema (1963)                    |
| Donaat Himpe         | 12 avril 1942     | Belgique      |                                          |
| Gaston Hoskens       | 7 août 1941       | Belgique      |                                          |
| Joseph Janssens      | 10 septembre 1941 | Belgique      |                                          |
| Robert Lelangue      | 4 février 1940    | Belgique      | Cynar-Allegro (1965)                     |
| Palle Lykke          | 4 novembre 1936   | Danemark      |                                          |
| Mathieu Maes         | 3 mai 1944        | Belgique      |                                          |
| Étienne Matheus      | 31 mars 1940      | Belgique      |                                          |
| Jean Monteyne        | 30 juillet 1943   | Belgique      |                                          |
| Peter Post           | 12 novembre 1933  | Pays-Bas      |                                          |
| Hugo Scrayen         | 19 avril 1942     | Belgique      | Lamot-Libertas (1965)                    |
| Edward Sels          | 29 août 1941      | Belgique      | G.B.C.-Libertas (1963)                   |
| Patrick Sercu        | 27 juin 1944      | Belgique      |                                          |
| Edgard Sorgeloos     | 14 décembre 1930  | Belgique      | G.B.C.-Libertas (1963)                   |
| Julien Stevens       | 25 février 1943   | Belgique      |                                          |
| Michel Van Aerde     | 2 octobre 1933    | Belgique      | Carpano (1962)                           |
| Willy Vanden Berghen | 3 juillet 1939    | Belgique      | Lamot-Libertas (1965)                    |
| Jos Van Hout         | 8 septembre 1944  | Belgique      |                                          |
| Rik Van Looy         | 20 décembre 1933  | Belgique      | G.B.C.-Libertas (1963)                   |
| Roger Van Maele      | 16 juin 1943      | Belgique      |                                          |
| Rik Van Steenbergen  | 9 septembre 1924  | Belgique      | Peugeot-BP-Dunlop (1960)                 |
| Remi Van Vreckom     | 1 avril 1943      | Belgique      |                                          |
| Léon Verkindere      | 21 août 1942      | Belgique      |                                          |
|                      |                   |               |                                          |
| Source : UCI         |                   |               |                                          |

note: Roger Baguet
note: Omer Ballegeer